# Gallarate
Gallarate je italské město v provincii Varese v oblasti Lombardie.
V roce 2014 zde žilo 52 850 obyvatel.

## Poloha
Sousední obce jsou: Arsago Seprio, Besnate, Busto Arsizio, Cardano al Campo, Casorate Sempione, Cassano Magnago, Cavaria con Premezzo a Samarate.

## Vývoj počtu obyvatel
Zdroj: 